# Prąd przetężeniowy
Prąd przetężeniowy (ang. over current) – jest to jakikolwiek prąd w obwodzie elektrycznym, którego wartość jest większa od prądu znamionowego tego obwodu. W przypadku przewodów, wartością znamionową jest obciążalność prądowa długotrwała.
W zależności od tego czy izolacja jest uszkodzona czy nieuszkodzona można podzielić na:
- prąd przeciążeniowy;
- prąd zwarcia.